# Burt's Island (ö i Warwick)
Burt's Island är en ö i Bermuda (Storbritannien).   Den ligger i parishen Warwick, i den sydvästra delen av landet, 5 km sydväst om huvudstaden Hamilton.